# 浪漫 (PEDROのアルバム)
『浪漫』（ろまん）は、「PEDRO」2作目のオリジナルアルバムである。2020年8月26日にEMI Recordsより発売された。本項では、PEDRO1枚目のシングルとなった『来ないでワールドエンド』についても記述する。

## 概要
前作「衝動人間倶楽部」から約4か月ぶりとなるオリジナルアルバム。1stシングル「来ないでワールドエンド」の発売に合わせてアルバムの発売が発表された。シングルの収録曲2曲を収録。アルバム収録曲すべての作詞、また表題曲「浪漫」を含む2曲の作曲をアユニ・Dが担当。制作には前作に続いてギタリストの田渕ひさ子が参加。
CDは3形態で販売され、通常版のほかに、映像付通常盤には2020年6月14日に東京・新木場STUDIO COASTで行われた無観客配信ライブ「GO TO BED TOUR IN YOUR HOUSE」のライブ映像を収録。初回生産限定盤には撮り下ろしフォトブックとLIVE盤の映像と音源CDに加え、ライブのドキュメンタリー映像とMV「浪漫」のメイキング映像が収録されている。

## リリース履歴
| 発売日        | タイトル               | レーベル    | 最高順位 | 販売形態 | 規格品番   | 備考                          |
| ------------- | ---------------------- | ----------- | -------- | -------- | ---------- | ----------------------------- |
| 2020年8月12日 | 来ないでワールドエンド | EMI Records | 12位     | CD       | UPCH-89433 | 完全生産限定版シングル        |
| 2020年8月26日 | 浪漫                   | EMI Records | 9位      | CD       | UPCH-20556 | 通常盤                        |
| 2020年8月26日 | 浪漫                   | EMI Records | 9位      | CD+DVD   | UPCH-20555 | 映像付通常盤                  |
| 2020年8月26日 | 浪漫                   | EMI Records | 9位      | 3CD+BD   | UPCH-29370 | 初回生産限定盤:フォトブック付 |

## 収録内容

### CD
| #            | 曲名                     | 作詞         | 作曲         | 時間  | 備考         |
| ------------ | ------------------------ | ------------ | ------------ | ----- | ------------ |
| 01           | 来ないでワールドエンド   | アユニ・D    | 松隈ケンタ   | 3:30  | MV - YouTube |
| 02           | pistol in my hand        | アユニ・D    | 松隈ケンタ   | 2:57  |              |
| 03           | 浪漫                     | アユニ・D    | アユニ・D    | 3:17  | MV - YouTube |
| 04           | 後ろ指さす奴に中指立てる | アユニ・D    | 松隈ケンタ   | 3:21  |              |
| 05           | 空っぽ人間               | アユニ・D    | 松隈ケンタ   | 4:34  | MV - YouTube |
| 06           | さよならだけが人生だ     | アユニ・D    | 松隈ケンタ   | 4:06  |              |
| 07           | 乾杯                     | アユニ・D    | 松隈ケンタ   | 3:00  |              |
| 08           | 愛してるベイベー         | アユニ・D    | 松隈ケンタ   | 3:35  |              |
| 09           | WORLD IS PAIN            | アユニ・D    | 松隈ケンタ   | 4:04  | MV - YouTube |
| 10           | 感傷謳歌                 | アユニ・D    | 松隈ケンタ   | 4:33  | MV - YouTube |
| 11           | へなちょこ               | アユニ・D    | アユニ・D    | 3:21  |              |
| 合計収録時間 | 合計収録時間             | 合計収録時間 | 合計収録時間 | 40:23 |              |

### LIVE CD（2枚組）
- 初回限定盤に収録
- 無観客配信ライブ 「GO TO BED TOUR IN YOUR HOUSE」STUDIO COAST（2020年6月14日）

| - Disc1 1. WORLD IS PAIN 2. 猫背矯正中 3. 玄関物語 4. STUPID HERO 5. アナタワールド 6. GALILEO 7. ボケナス青春 8. ハッピーに生きてくれ 9. SKYFISH GIRL 10. MAD DANCE 11. うた | - Disc1 1. WORLD IS PAIN 2. 猫背矯正中 3. 玄関物語 4. STUPID HERO 5. アナタワールド 6. GALILEO 7. ボケナス青春 8. ハッピーに生きてくれ 9. SKYFISH GIRL 10. MAD DANCE 11. うた |  | - Disc2 1. ラブというソング 2. NOSTALGIC NOSTRADAMUS 3. 生活革命 4. おちこぼれブルース 5. 無問題 6. 自律神経出張中 7. ironic baby 8. ゴミ屑ロンリネス 9. 甘くないトーキョー 10. 感傷謳歌 11. EDGE OF NINETEEN 12. Dickins (ENCORE) 13. NIGHT NIGHT (ENCORE) | - Disc2 1. ラブというソング 2. NOSTALGIC NOSTRADAMUS 3. 生活革命 4. おちこぼれブルース 5. 無問題 6. 自律神経出張中 7. ironic baby 8. ゴミ屑ロンリネス 9. 甘くないトーキョー 10. 感傷謳歌 11. EDGE OF NINETEEN 12. Dickins (ENCORE) 13. NIGHT NIGHT (ENCORE) |

### DVD・Blu-ray
- 映像付通常盤DVD・初回限定盤Blu-rayに収録
- 無観客配信ライブ 「GO TO BED TOUR IN YOUR HOUSE」STUDIO COAST（2020年6月14日）映像

| 1. WORLD IS PAIN 2. 猫背矯正中 3. 玄関物語 4. STUPID HERO 5. アナタワールド 6. GALILEO 7. ボケナス青春 8. ハッピーに生きてくれ 9. SKYFISH GIRL 10. MAD DANCE 11. うた 12. ラブというソング 13. NOSTALGIC NOSTRADAMUS | 1. WORLD IS PAIN 2. 猫背矯正中 3. 玄関物語 4. STUPID HERO 5. アナタワールド 6. GALILEO 7. ボケナス青春 8. ハッピーに生きてくれ 9. SKYFISH GIRL 10. MAD DANCE 11. うた 12. ラブというソング 13. NOSTALGIC NOSTRADAMUS |  | 1. 生活革命 2. おちこぼれブルース 3. 無問題 4. 自律神経出張中 5. ironic baby 6. ゴミ屑ロンリネス 7. 甘くないトーキョー 8. 感傷謳歌 9. EDGE OF NINETEEN - <Encore> 1. Dickins 2. NIGHT NIGHT | 1. 生活革命 2. おちこぼれブルース 3. 無問題 4. 自律神経出張中 5. ironic baby 6. ゴミ屑ロンリネス 7. 甘くないトーキョー 8. 感傷謳歌 9. EDGE OF NINETEEN - <Encore> 1. Dickins 2. NIGHT NIGHT |

- Document of GO TO BED TOUR IN YOUR HOUSE（Blu-rayのみ収録）
- Making of 浪漫（Blu-rayのみ収録）

## 1stシングル『来ないでワールドエンド』
2020年4月29日に発売が告知された。同日に発売されたアルバム「衝動人間倶楽部」をオフィシャルファンクラブで購入したファン2200人のもとにサプライズで同封された。音源の使用に関しての権利を放棄し、1人でも多くの人に楽曲を聴いてもらえるようTwitterでプロモーションしてほしいと呼びかけた。同時に、「#PEDRO脱法宣伝大喜利」と題したプレゼントキャンペーンを実施された。
8月12日に完全生産限定で発売。この日アルバム「浪漫」の発売が発表され、同時にこのシングルが“嘘シングル”であることが発表された。クレジットには表題曲の「来ないでワールドエンド」とカップリングの「pistol in my hand」しか表記されていないが、隠しトラックの”3曲目”が収録されており、これはアルバムに収録される9曲をひとまとめにした33分55秒のトラックで、3曲目を含めるとアルバムと同内容の収録内容になっている。